# Кусановець
Кусановець (хорв. Kusanovec) — населений пункт у Хорватії, у Загребській жупанії у складі громади Брцковляни.

## Населення
Населення за даними перепису 2011 року становило 49 осіб.
Динаміка чисельності населення поселення:

## Клімат
Середня річна температура становить 10,79 °C, середня максимальна – 25,54 °C, а середня мінімальна – -6,38 °C. Середня річна кількість опадів – 835 мм.
| Клімат поселення                              | Клімат поселення | Клімат поселення | Клімат поселення | Клімат поселення | Клімат поселення | Клімат поселення | Клімат поселення | Клімат поселення | Клімат поселення | Клімат поселення | Клімат поселення | Клімат поселення | Клімат поселення |
| Показник                                      | Січ.             | Лют.             | Бер.             | Квіт.            | Трав.            | Черв.            | Лип.             | Серп.            | Вер.             | Жовт.            | Лист.            | Груд.            |                  |
| Середній максимум, °C                         | 6,08             | 8,31             | 12,90            | 17,37            | 22,52            | 25,54            | 24,77            | 24,01            | 20,06            | 14,80            | 9,20             | 5,11             |                  |
| Середня температура, °C                       | −0,15            | 2,10             | 6,70             | 11,15            | 16,30            | 19,32            | 20,80            | 20,05            | 16,09            | 10,86            | 5,22             | 1,16             |                  |
| Середній мінімум, °C                          | −6,38            | −4,14            | 0,45             | 4,92             | 10,08            | 13,10            | 16,82            | 16,09            | 12,12            | 6,88             | 1,25             | −2,8             |                  |
| Норма опадів, мм                              | 47               | 46               | 54               | 64               | 75               | 90               | 76               | 81               | 78               | 79               | 83               | 62               |                  |
| Середньомісячна швидкість вітру, м/с          | 1.90             | 2.10             | 2.50             | 2.40             | 2.20             | 2.00             | 2.00             | 1.80             | 1.80             | 1.86             | 1.92             | 1.90             |                  |
| Середньомісячна сонячна радіація, кДж/м²·день | 4110             | 6881             | 10604            | 15054            | 19238            | 21297            | 22118            | 19313            | 14222            | 8762             | 4564             | 3329             |                  |
| --------------------------------------------- | ---------------- | ---------------- | ---------------- | ---------------- | ---------------- | ---------------- | ---------------- | ---------------- | ---------------- | ---------------- | ---------------- | ---------------- | ---------------- |
| Джерело:                                      |                  |                  |                  |                  |                  |                  |                  |                  |                  |                  |                  |                  |                  |